# الحلنقة
الحلنقة قبيلة تقطن في ولاية كسلا بشرق السودان .

## النسب والفروع

### الأصل

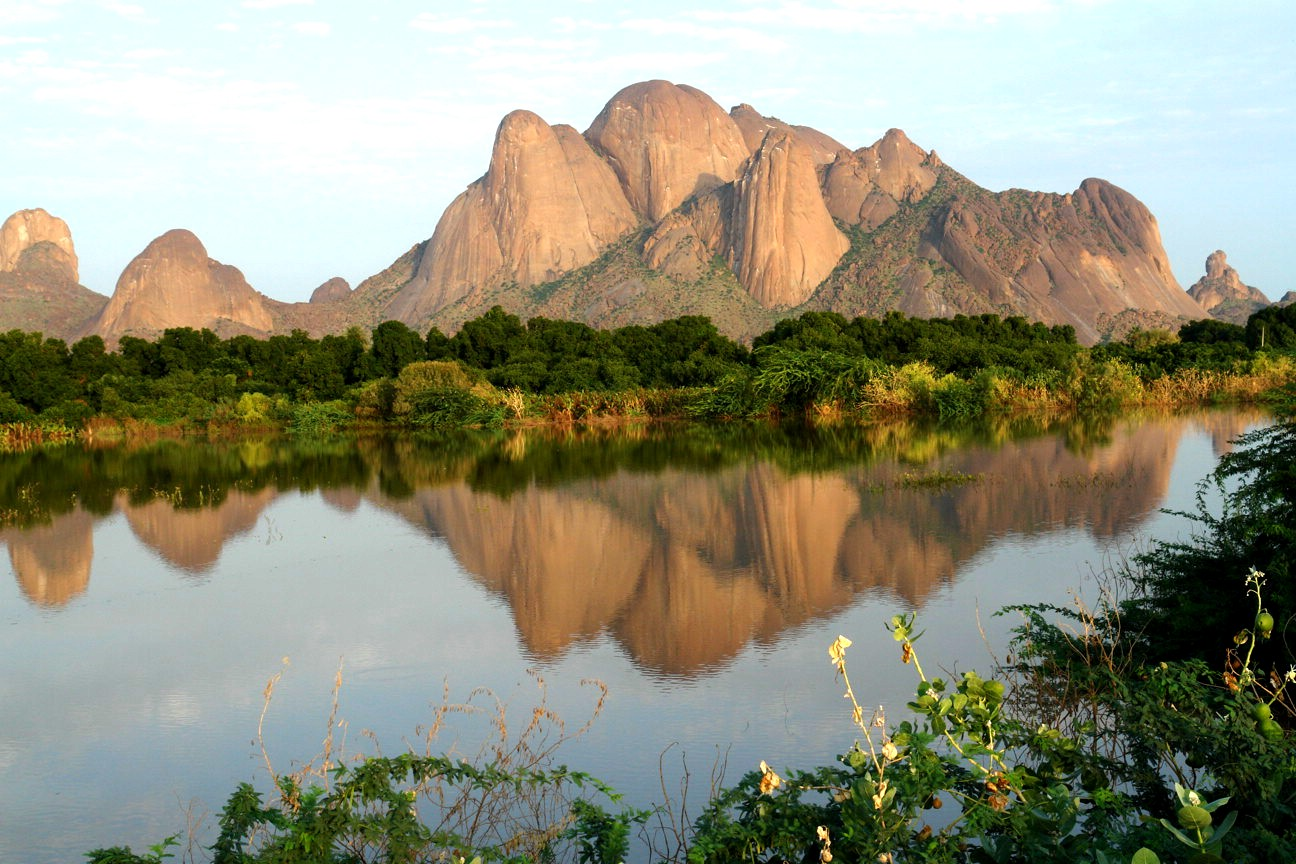
القاش وجبال التاكا

اختلفت الآراء في أصول الحلنقة ونسبهم، فهناك من يقول إنهم من أصل حبشي، وهناك من برى إنهم من أصل عنجي أي أنهم ينتمون إلى قبائل العنج في شرق النيل الأزرق بالسودان فقد ربط الدكتور أحمد المعتصم الشيخ بين إسمي الحلنقة والعنج، وافترض في كتابه (زمن العنج الصفحة 11) أن الحلنقة والعنج يمثلان كياناً واحداً وإن كلمة النجا أي السوط التي تسمى بها الحلنقة قد تكون هي نفس كلمة أنج العربية الي إطلقت على الشعب المعروف باسم العنج.
وذهب آخرون إلى القول بأن اصل الجلنقة عربي و ينتمون إلى قبيلة هوزان العربية وجدهم هو أحمد الحلاق من بني سعد مزين النبي محمد، وقد هاجروا من الجزيرة العربية الى أرض الحبشة أبان العهد العباسي بسبب تعرضهم للإضطهاد من قبل الحجاج بن يوسف، فعبروا البحر الأحمر عبر مضبق باب المندب إلى منطقة أرخبيل الدهلك قبالة الساحل الإريتري ثم استقروا في منطقة تقراي لقرنين، ولما كانت القبيلة تدين بالإسلام دخلت في صراع مع مملكة أكسوم المسيحية بالحبشة التي كانت تسيطر على تلك المناطق مما جعلها تغادر الحبشة وتهاجر إلى شرق السودان متابعة مسار مجرى نهر القاش الذي يطلق عليه هناك اسم نهر مرأب حتى حل رحالها في منطقة كسلا ولكنها لم تسلم من ملاحقة ملك اكسوم ك اسا الذي تصدت له القبيلة حتى انتصرت عليه في نهاية المطاف
ووفقاً لما جاء في كناب «تاريخ شرق السودان وممالك قبائل البجا» للمؤرخ السوداني محمد صالح ضرار إن قبيلة الحلنقة اصبحت جزءا أساسيا من القومية البجاوية في شرق السودان بعد ان جاءت من الشرق اثر هجرتها من الهضبة الاثيوبية واستقرت حول جبل التاكا لتتصاهر مع قبائل البجا من المهيتكاب. والسقولاب التي كانت تقطن بمنطقة نهر القاش ، ولديهم الآن نظارة معروفة برئاسة الناظر «شيكلاي».

## فروع القبيلة
تنقسم القبيلة إلى خمسة بطون هي:

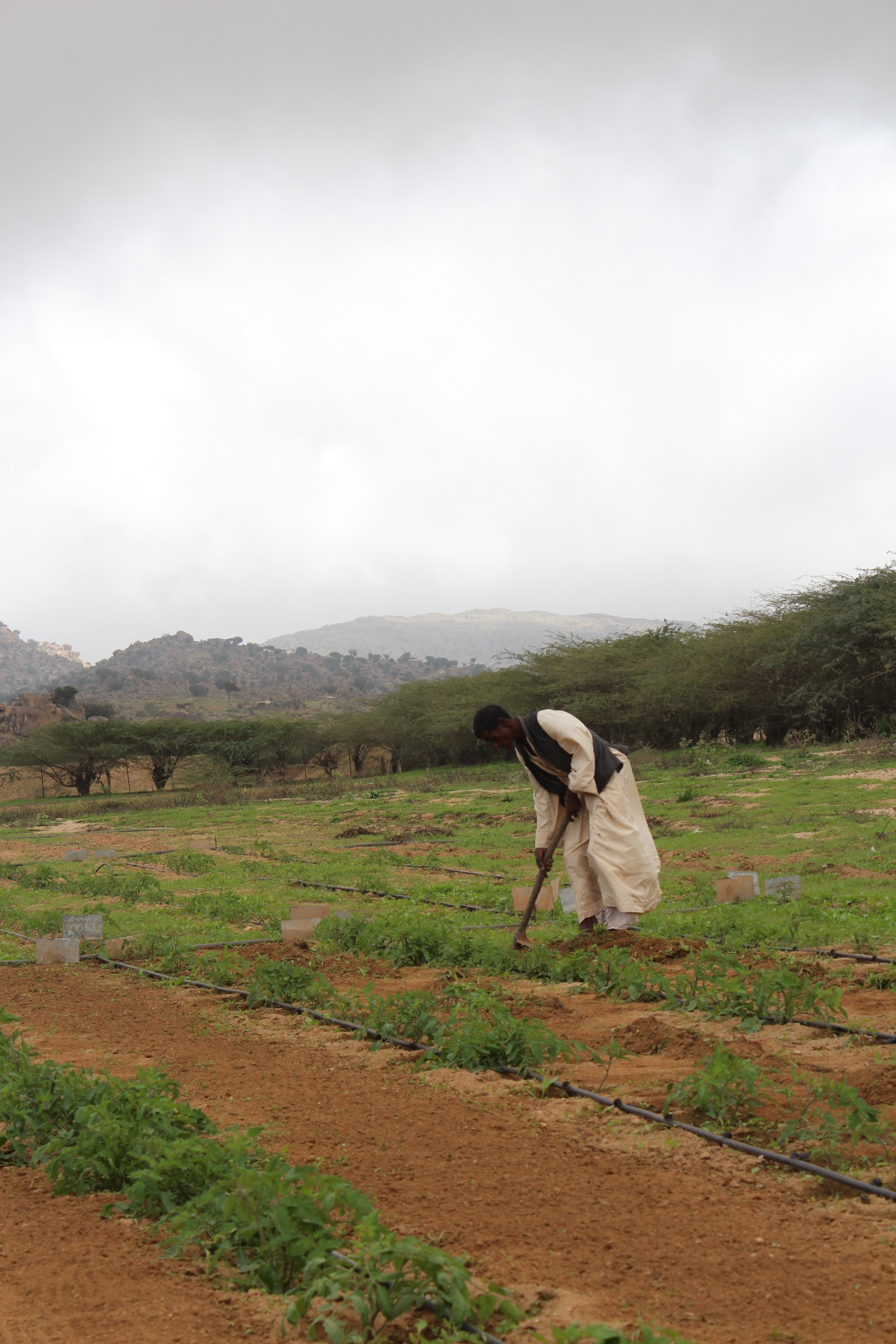
مزارع من البجة

1. الكليت و افخاذهم هم:الكينتداب، وبكراينداب، وكوتنايداب، والهداينداب، ومدوررينداب، وهاجنداب.
2. الشبعول ومنهم شبعولنداب، والسني إنداب ، والفكينداب، والقاضي إنداب.
3. آل سيداور وينقسمون بدورعهم إلى ثلاثة افخاذ هي: سيد اور إنداب، وهداينداب، والحادجنداب.
4. النصرداب
5. اشبو إنداب

## التاريخ والأدوار السياسية
تعد قبلية الحلنقة من القبائل الرئيسية في شرق السودان فيما يتعلق بدورها السياسي عبر الأزمان، وقد أشار إليها كل من الرحالة أبو القاسم بن حوقل ، شهاب الدين النويري ومحيي الدين بن عبد الظاهر عام 1286 فقد ورد ذكر الحلنقة في كتاب نهاية الإرب لشهاب الدين النويري حول حملة الناصر محمد بن قلاون المملوكي علي عيذاب وأرض البجة سنة 1322 م، حيث كتب في الصفحات 96 – 98) وهو يصف مسار الحملة: «لقد سار الجنود إلى أن وصلو نهر اتبرة فأقاموا عليه يوماً واحداً ثم توجهوا يتبعون آثار العربان، وهم يسيرون علي شاطئ ذلك النهر ثلاثة أيام، ثم دخلوا البرية الي أرض السالة، فإنتهوا في اليوم الثالث من يوم دخولهم المفازة إلى جبل كسلات وهو جبل أقرع ليس في تلك البرية غيره و يشكل حد بلاد التاكة مع الحبشة. فلما وصلوا اليه إذ طلع عليهم غبار امامهم، فندبوا من يكشف الخبر، فعاد الكشافة و اخبروهم أن طائفة من السودان تسمي هلنكة -حلنقة- قد إجتمت لقتال العسكر، و هم خلق كبير فتقدم العسكر إليهم... واجتمع العسكر في أرض خالية من الاشجار، فدخل العسكر فيها... وكان الهلنكة من أعلا البركة والعسكر أسفل منهم، و بأيدي الهلنكة الحراب والمزاريق والسيوف ومع بعضهم النبل، فوقف العسكر، وأرسلوا إليهم رسولاً ليقول لهم: أننا لم نأت لقتالكم و إنما جئنا في طلب طائفة من العرب أفسدوا و عصوا و قطعوا السيبل، و أمنوهم فردوا الامان و أبوا إلا القتال، فقاتلهم العسكر ورموهم رشقاً واحداً بالسهام فقتل من هلنكه اربعمائة و ستون نفراً و جرح منهم خلق كبير. و لم يتمكن العسكر من أسرهم فإنهم كانوا يرون القتل أحب إليهم من الاسر» 
لعب الحلنقة دورا مهما في صنع الواقع السياسي في منطقة التاكا عبر التاريخ وكانوا يقاومون كل من يغزو تلك المناطق من الخارج أو يشن المركز حملة عليها فكانت لهم صدامات عسكرية مشهورة مع الفونج منها الحملة التي ارسلها عدلان الثاني سلطان سنار عام 1780 إلى منطقة التاكا لمهاجمتهم، فهزم جيشه وقتل اثنان من قواده الثلاثة وهم عجيب بن عبدالله وعيساوي، إلا أن العلاقة بين الطرفين تحسنت خاصة بعدما تزوج الشيخ عوض مسمار زعيم الحلنقة بإحدى بنات العبدلاب فالبسه ملك سنار «طاقية الملك» لتعزيز مقامه وأُنيطت يالحلنقة إدارة إقليم التاكا حتى الغزو التركي للمنطقة في سنة 1840  واختلف موقف الحلنقة تجاه الغزاة الأتراك وانفسموا إلى فريقين :فريق كان يقوده عوض مسمار وناصب الاتراك العداء وحاربهم حتى انهزم والفريق الآخر هادن الغازي وتعاون معه وكانت المكافأة تعيين محمد ايلا ناظرا على الحلنقة بديلا عن عوض مسمارالذي اضطر للهروب إلى الحجاز.
كذلك بدرت من الجلنقة مواقف متباينة تجاه المهدية التي ورثت حكم المنطقة من الأتراك فأثر قسم منهم الركون للحكام الجدد وعملوا تحت قيادة الأمير عثمان دقنة أمير التاكا، بينما
حافظ قسم أخر على العلاقة القوية مع طائفة الختمية المناوئة للمهدية أنذاك ولعبوا دورا كبيرا في مساعدة زعيمها محمد عثمان الميرغني الأقرب على الهروب الى الحبشة ومن ثم إلى الحجاز على اثر سقوط كسلا في أيدي الأنصار واحراق ضريح السيد الحسن ابن محمد عثمان الميرغني الختم مؤسس لطائفة الختمية.

## التسمية
اطلق الأحباش على الحلنقة اسم «ألنجا» واللفظ يعني باللغة الأمهرية السوط وقد سموا كذلك نسبة لحملهم للسوط الذي يرعون به ابلهم وابقارهم ويسوسون به خيولهم.

## موطن الحلنقة

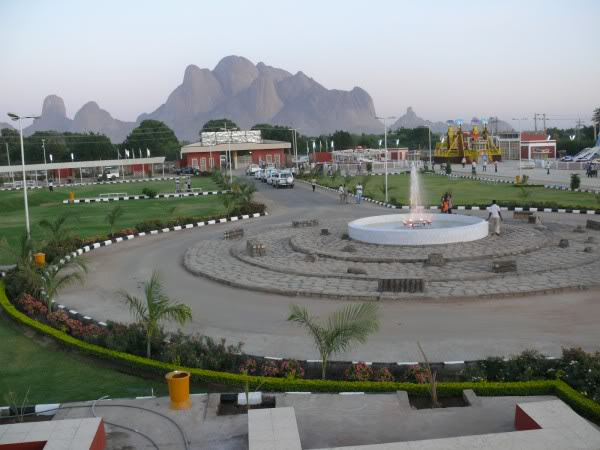
كسلا الحالية موطن الحلنقة

يقيم الحلنقة حالياً في مدينة كسلا والمناطق المحيطة بها من القرى مثل ود شريفي وعواض والجيرة وسبدرات وغيرها ويتركز وجودهم في المدينة بحي الحلنقة الشهير وهو احد اقدم وأكبر لاحياء مدينة كسلاز وللحلنقة نظارة ضمن نظارات قبائل البجا مقرها مدينة كسلا. وقد كانوا في السابق ينقسمون جغرافيا إلى حلنقة سفلى وعاصمتها كانت في ابريد وأشتهر من زعمائها التاريخيين عوض مسمار، وحلنقة عليا وعاصمتها كسلا واشتهر من شيوخها يعقوب مالك.

## اللغة والديانة
يتحدث الحلنقة باللهجة الحلنقاوية من لغة البداويت و بعضهم يتحدث اللغة العربية إثر إنتشار العرب في شرق سودان و الفتوحات الإسلامية ، ويدينون بالإسلام على مذهب أهل السنة والجماعة ويتبعون الطريقة الختمية احدى الطرق الصوفية الكبيرة في السودان.